# Jorginho Putinatti
Jorginho Putinatti (nacido el 23 de agosto de 1959) es un exfutbolista brasileño que se desempeñaba como centrocampista.
Jorginho Putinatti jugó 16 veces y marcó 2 goles para la selección de fútbol de Brasil entre 1983 y 1985.

## Trayectoria

### Clubes
| Club                 | País   | Año       |
| -------------------- | ------ | --------- |
| Marília              | Brasil | 1976-1979 |
| Palmeiras            | Brasil | 1979-1987 |
| Corinthians Paulista | Brasil | 1988      |
| Grêmio               | Brasil | 1989      |
| Guarani              | Brasil | 1989      |
| Santos               | Brasil | 1989      |
| XV de Piracicaba     | Brasil | 1990      |
| Nagoya Grampus Eight | Japón  | 1990-1994 |

### Selección nacional
| Selección | País   | Año       |
| --------- | ------ | --------- |
| Absoluta  | Brasil | 1983-1985 |

## Estadística de equipo nacional
| Selección de fútbol de Brasil | Selección de fútbol de Brasil | Selección de fútbol de Brasil |
| Año                           | Partidos                      | Goles                         |
| ----------------------------- | ----------------------------- | ----------------------------- |
| 1983                          | 12                            | 2                             |
| 1984                          | 0                             | 0                             |
| 1985                          | 4                             | 0                             |
| Total                         | 16                            | 2                             |